# Stary Strachocin
Stary Strachocin – wieś sołecka w Polsce położona w województwie mazowieckim, w powiecie makowskim, w gminie Szelków.
Według administracji kościelnej miejscowość przynależy do rzymskokatolickiej parafii św. Apostołów Szymona i Judy Tadeusza w Szelkowie.
W latach 1975–1998 miejscowość administracyjnie należała do województwa ostrołęckiego.

## Urodzeni w Starym Strachocinie
- Franciszek Gąsiorowski – polski duchowny rzymskokatolicki, działacz związkowy, poseł na Sejm w II RP[8].